# Givaudan
La Givaudan è un'azienda svizzera che produce fragranze e profumi. Al 2008, è la più grande compagnia del settore.

## Storia
L'azienda Givaudan è stata fondata nel 1895 a Zurigo, in Svizzera, da Léon e Xavier Givaudan, anche se alcune fonti riportano come data di fondazione il 1796. Nel 1898 la Givaudan si trasferì a Ginevra e fondò una fabbrica a Vernier. Nel 1937 l'azienda produsse il primo profumo: Schocking for Schiaparelli. Nel 1963, la Givaudan è stata rilevata da Roche e nel 1964, Roche acquisì anche un'azienda concorrente della Givaudan, la Roure. I due marchi hanno convissuto per anni, sino al 1991 quando furono fusi sotto l'unico nome Givaudan-Roure. Nello stesso anno, l'azienda rilevò Fritzsche, Dodge, Olcott e Tastemaker, aziende di profumeria statunitensi. Questa fusione ha reso l'azienda la più grande al mondo nel settore. Nel 2000 Givaudan-Roure è stata scorporata dalla casa madre come Givaudan, ed è stata quotata presso la Swiss Stock Exchange (codice GIVN.VX).
Nel 1976, presso le Industrie Chimiche Meda Società Azionaria (icmesa), industria chimica controllata dalla Givaudan, si è verificata una fuga di diossina che ha portato all'interdizione della zona e alla demolizione dei fabbricati industriali e civili presenti, causando uno dei disastri ambientali più gravi d'Italia: il disastro di Seveso.
A maggio 2022, Estavayer Lait (gruppo Migros), Givaudan e Bühler hanno annunciato la costituzione di un Polo di innovazione sugli alimenti coltivati in laboratorio. La joint venture fornirà strutture e competenze per accelerare le attività di ricerca e sviluppo di imprese terze interessate a operare nel settore della carne, del pesce e dei frutti di mare coltivati in laboratorio e della fermentazione di precisione. La carne, il pesce e i frutti di mare coltivati in laboratorio sono prodotti a partire da colture cellulari in vitro di cellule animali.